# جنگ کلیدها
جنگ کلیدها (انگلیسی: War of the Keys؛ ۱۲۲۸–۱۲۳۰) نخستین درگیری نظامی میان فریدریش دوم، امپراتور مقدس روم و پاپ بود که در نواحی مرکزی و جنوی ایتالیا به وقوع پوست. دستگاه پاپ در رم در وهله نخست در ایامی امپراتور در اراضی مقدس طی جنگ صلیبی ششم بود، توانست ضمن حفظ و ایمن کردن قلمرو و ایالات پاپی خود، به جنوب ایتالیا و پادشاهی سیسیل یورش برد. با بازگشت امپراتور از جنگ صلیبی، امپراتوری موفق به شکست نیروهای پاپ شد تا گریگوری نهم مجبور به آغاز مذاکرات صلح با امپراتور مقدس روم شود. در نهایت پس از مدت زمانی، معاهده و قرارداد سن جرمانو میان طرفین به امضا رسید و به این جنگ پایانی داد.